# Гайлендвілл (Міссурі)
Гайлендвілл (англ. Highlandville) — місто (англ. city) в США, в окрузі Крістіан штату Міссурі. Населення — 963 особи (2020).

## Географія
Гайлендвілл розташований за координатами 36°56′22″ пн. ш. 93°16′57″ зх. д. / 36.93944° пн. ш. 93.28250° зх. д. (36.939482, -93.282567).  За даними Бюро перепису населення США в 2010 році місто мало площу 13,02 км², з яких 13,01 км² — суходіл та 0,01 км² — водойми.

## Демографія
Згідно з переписом 2010 року, у місті мешкало 911 особа в 348 домогосподарствах у складі 259 родин. Густота населення становила 70 осіб/км².  Було 380 помешкань (29/км²).
Расовий склад населення:
| - 97,4 % — білих - 1,1 % — корінних американців - 0,1 % — чорних або афроамериканців |

До двох чи більше рас належало 1,4 %. Частка іспаномовних становила 0,4 % від усіх жителів.
За віковим діапазоном населення розподілялося таким чином: 25,6 % — особи молодші 18 років, 62,4 % — особи у віці 18—64 років, 12,0 % — особи у віці 65 років та старші. Медіана віку мешканця становила 38,7 року. На 100 осіб жіночої статі у місті припадало 95,5 чоловіків;  на 100 жінок у віці від 18 років та старших — 99,4 чоловіків також старших 18 років.
Середній дохід на одне домашнє господарство  становив 51 596 доларів США (медіана — 44 896), а середній дохід на одну сім'ю — 56 164 долари (медіана — 51 667). Медіана доходів становила 35 568 доларів для чоловіків та 30 917 доларів для жінок. За межею бідності перебувало 18,9 % осіб, у тому числі 22,7 % дітей у віці до 18 років та 6,2 % осіб у віці 65 років та старших.
Цивільне працевлаштоване населення становило 433 особи. Основні галузі зайнятості: освіта, охорона здоров'я та соціальна допомога — 24,0 %, будівництво — 12,9 %, науковці, спеціалісти, менеджери — 11,8 %, мистецтво, розваги та відпочинок — 11,1 %.